# クリコロ
クリコロ（Koulikoro）は、マリ共和国のクリコロ州の州都。ニジェール川に面する。2009年の人口は約4.2万人。

## 歴史
この地を植民地化したフランスは、従来より用いられていたニジェール川の河川ルートを、アフリカ西岸と結びつけようとした。
1905年、クリコロとセネガル川のアンビデディを結ぶ鉄道が開通した。
1925年、アンビデディとダカールを結ぶ鉄道が開通したことで、ダカール・ニジェール鉄道が完成した。

## 交通
- 港（船着き場）からは、不定期でモプティ、トンブクトゥなどへ向かう乗合船が発着する。
- ダカールから続く鉄道（ダカール・ニジェール鉄道）終点となるが、ダカールからの直通列車はなく、首都バマコとの間を往復する便のみである。

## 海外からの援助
- アフリカ諸国の平和支援活動等に参加する軍事及び文民要員養成のための、クリコロ平和訓練センターが存在する。

### 日本の無償援助
- 2000年 日本の無償援助（ODA）により、多数の飲料水用の井戸が掘削された。
- 2004年 （クリコロ州全体で）13校61教室の規模で小学校が建設された。

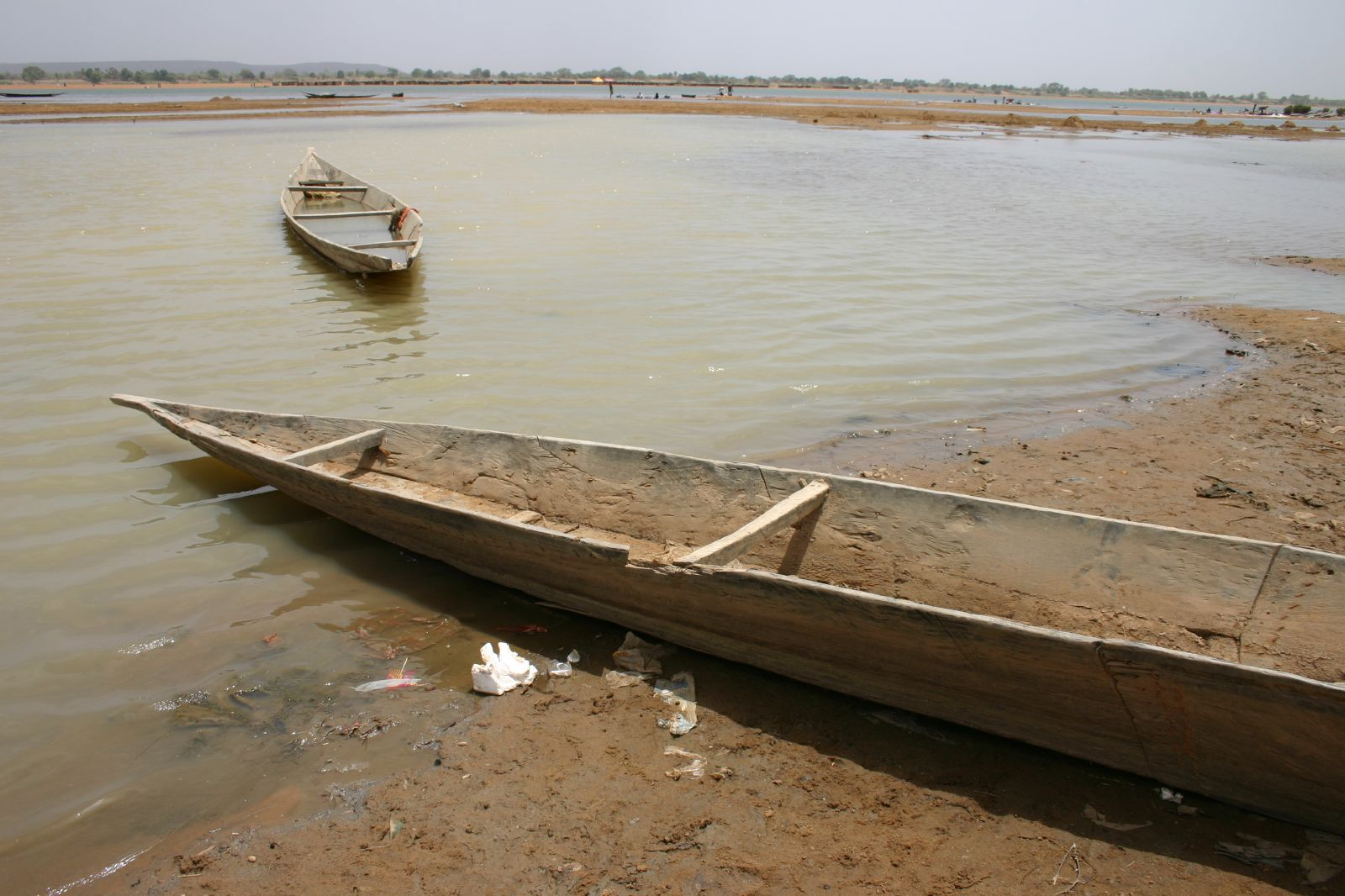
ニジェール川（クリコロ付近）